# والنجادا
والنجادا «ينتمي إلى السماء»، (بالإنجليزية: Walangada)‏ موجود، ينتمي إلى السماء، في أساطير استراليا ليس له شكل محدد. كان على الأرض ثم رفع إلى السماء ليشتغل في الفلك «درب التبانة».